# 佳代子の部屋〜真夜中のゲーム会議〜
『佳代子の部屋〜真夜中のゲーム会議〜』（かよこのへや まよなかのゲームかいぎ）は、フジテレビで2016年10月14日から2018年3月23日まで放送していたバラエティ番組、ゲーム番組。2017年4月29日より、BSフジにてネット開始となる。

## 内容
フジゲームス関連会社名誉会長に就任した大久保佳代子の望みは「自社のゲームをもっと多くの人に遊んでもらうこと」、それを実現するため社員の秋山、武田他宣伝部員と会長室で会議を開くゲームバラエティ番組。シーズン2の放送開始と共に、BSフジでも放送開始となったが、実質的な全国ネットになったのを機に、一部の”お色気要素”を持つ企画が自制対象となり、控えめになっている。シーズン2より、コスプレイヤーのえなこが新入社員として新たに加入。
会長の3つの願い
- 世の中にゲームを広めたい!
- ゲームの最新情報を把握したい!
- 自由な発想で番組発の新しいゲームを、さらにはそのゲームから派生する新たなコンテンツを作りたい!

## 出演者

### 名誉会長
- 大久保佳代子（オアシズ）

### 社員
- 秋山竜次（ロバート）
- 飯田里穂
- えなこ

### 宣伝部員
- 柳本絵美（Cheer♡1)(Cカップ)
- 藤田恵名(Fカップ)
- 天木じゅん (完全リニューアル第1回目放送では居らず)(Iカップ)
- 園都(Gカップ)
- 野々宮ミカ(Gカップ)
- マリー・クラウゼ(Eカップ)
- 柳瀬早紀(Iカップ)
- 涼本めぐみ(Hカップ)
- 小日向結衣(Dカップ)
- 清水あいり(Hカップ)

### プレミア宣伝部員
- 小倉優香  (完全リニューアル第2回目放送から参加)(Gカップ)

### ほぼマンスリーゲスト
- 和地つかさ
- 彩川ひなの
- 上岡楓

### 過去の社員
- 武田玲奈

### 過去の宣伝部員
- 忍野さら(Gカップ)
- 船岡咲(Bカップ)
- 森田ワカナ(Cカップ)
- 有野いく(Dカップ)
- 西村麻依(Dカップ)
- 石原佑里子(Fカップ)
- 大貫彩香(Dカップ)

### ゲスト（シーズン1）
| 放送日         | ゲスト                                   |
| -------------- | ---------------------------------------- |
| 2016年11月3日  | 関口舞（IT起業家）                       |
| 2016年11月17日 | しゅう（ゲーム実況プレーヤー）           |
| 2016年12月8日  | 朝井麗華（氣Reika代表）                  |
| 2017年2月9日   | 経沢香保子（カラーズ代表取締役社長）     |
| 2017年2月16日  | 福嶋麻衣子（音楽プロデューサー）、根本凪 |
| 2017年2月23日  | 福嶋麻衣子（音楽プロデューサー）、根本凪 |
| 2017年3月9日   | 十文字幻斎（催眠術師）                   |

### ゲスト（シーズン2）
| 放送日        | ゲスト                       |
| ------------- | ---------------------------- |
| 2017年4月27日 | 川野尚吾（コスクレア取締役） |
| 2017年5月18日 | 津田美波（声優）             |

## コーナー

### ゲーム実況シリーズ
実況温泉
水着宣伝部員が温泉に浸かりながらセクシーにゲーム実況。
実況マッサージ
水着宣伝部員がマッサージを受け、吐息混じりのセクシーボイスでゲーム実況。
実況居酒屋
水着宣伝部員が居酒屋でホロ酔い状態でゲーム実況。
撮影会実況
水着宣伝部員が、撮影会をしながらゲーム実況。
寝実況
水着宣伝部員が、寝ながら実況。
催眠術実況
いつまでたってもゲーム実況が上手にならない水着宣伝部員に十文字幻斎が催眠術をかけて、ゲーム実況を行なった。

### 玲奈の部屋
武田玲奈が恋愛ドラマ仕立てのゲーム実況に挑戦。
第一話
武田玲奈の部屋という設定。彼氏とイチャイチャしながらゲーム実況。実はその彼氏は、番組でお馴染みのマッサージ師つよしだった。
第二話
マッサージ師のつよしと別れた玲奈には新しい彼氏が・・・。彼氏役で、山本博（ロバート）が登場。

### 実録!企業潜入シリーズ
クリエイターズファイルでお馴染みのゲーム評論家久世智宏に扮した秋山竜次がゲーム業界に潜入取材する。
第1回目（2016/10/20、2016/10/27OA）
フジゲームス
第2回目（2017/3/16、2017/5/4OA）
ファミ通App

### 外回り営業シリーズ
水着宣伝部員が街ゆく人に声をかけ『誰ガ為のアルケミスト』をダウンロードしてもらうロケ企画。ダウンロードしてもらう為のQRコードが宣伝部員の胸元に貼ってあり、ダウンロードする為にはスマホで胸元を覗き込まなければならない。
赤羽の商店街（2017/1/12OA)
赤羽の商店街で石原佑里子が、ホロ酔いのおじさんに声をかえて、ゲームをダウンロードしてもらう。
秋葉原（2017/1/12OA)
秋葉原で園都が、街ゆく人に声をかけてワゴン車に連れて来てゲームをダウンロードしてもらう。
成田空港や六本木（2017/2/2OA）
テレビ東京の番組「YOUは何しに日本へ?」のパロディ。

### タガタメ女王決定戦！
水着宣伝部員が「誰ガ為のアルケミスト」の対戦機能を使い対戦。負けた宣伝部員には痛エロい罰ゲームを実行。
罰ゲームとして、井上京子（プロレスラー）に技を教わったADカンちゃんが、負けた宣伝部員に対してプロレス技をかけた。

### えなこの！みんなに教えちゃうよ♪
コスプレイヤーえなこがサブカルに造詣の深いゲストを呼び、サブカル業界を勉強する。
コスプレ製作の裏側（2017/4/27OA)
ゲスト　コスプレ作成コスクレア運営　取締役　川野尚吾
声優業界の裏事情（2017/5/18、2017/5/25OA)
ゲスト　声優　津田美波

### 競馬初心者天木じゅんの東京競馬場散策
宣伝部員の天木じゅんが東京競馬場を散策

### 新人宣伝部員発掘オーディション
水着宣伝部員の強化のために、グラビアアイドルがスタジオで特技を披露。
野々宮ミカ(その後レギュラー出演)
夏目芽依(Iカップ)
根本凪(Gカップ)
(2017/2/23OA)
柳瀬早紀(その後レギュラー出演)
出口亜梨沙(Fカップ)
小日向結衣(その後レギュラー出演)
犬童美乃梨(Gカップ)
涼本めぐみ(その後レギュラー出演)
(2017/11/9、16OA)
月城まゆ(Fカップ)
水沢柚乃(Dカップ)
小島みゆ(Fカップ)
清水あいり(その後レギュラー出演) (2017/11/30OA)

### フジゲームスリサーチ！
フジゲームスのスタッフの雪瀬ハルがゲームだけでなく、ITやサブカルなど世の中の情報を調査
B Dash Campに潜入（2017/4/27、2017/5/4OA）
ダービースタリオンマスターズのCM撮影に潜入（2017/5/18OA）
- フジゲームスがプロモーションを全面協力

## スタッフ
- 構成:石井裕之、アラケン
- ナレーション:渡辺美佐
- 美術プロデューサー:丹野ありさ
- デザイン:邨山直也
- CG:板垣洋好
- スタイリスト:チバヤスヒロ
- 美術進行:三上貴子
- CAM:笠原功二、太田黒岳、上坂篤志
- VE:岡賢治
- AUD:江畑恵子、武藤吉則
- LD:山口泰一郎、笹川満、椎名真弘、斉藤卓
- 音響効果・MA:河村大樹、原田圭吾、名塚真人
- 編集:岩澤文哉、林仁美、橋上憲二、瑞慶覧雄太
- スチール:関村良
- 技術協力:ラメカラメカ、イングス、阿呍、戯音工房、バンエイト、スタジオヴェルト、まるビデオ
- 美術協力:フジアール
- 撮影協力:ZorroDiamante
- 協力:やんかわ商店
- 編成:村上正成
- 広報:高木秀幸
- アソシエイトプロデューサー:松永佳子
- AP:浅川真澄、今井禅太（以前はAD）、拓植美咲
- コンテンツデザイン:遠藤将、竹下紘平、松本祐麿
- AD:飯島美春、五十川晋世、板倉悠扇、藤田佑樹、姜妃林、遠藤玲
- ディレクター:大川剛史、高橋寛之、佐藤良、坂本篤、宇都竜太
- 演出:日下真行
- プロデューサー:大石倫之、宮崎孝幸
- チーフプロデューサー:東中川遼太
- 総合演出:袰川斉
- 制作・協力:FCC
- 制作著作:フジテレビ、フジゲームス

### 過去のスタッフ
- 企画:種田慶郎、井上宏行
- 美術プロデューサー:川鍋慎
- 音響効果・MA:久坂恵紹、長谷川彩香、神山幸久
- 広報:東野真里奈
- アソシエイトプロデューサー:柳田麻衣
- AP:大川奈緒子、芦埜大希